# Anna Danilowna Artobolewskaja
Anna Danilowna Artobolewskaja, geborene Anna Danilowna Karpeka, (russisch Анна Даниловна Артоболевская, Geburtsname Карпека; * 4. Oktoberjul. / 17. Oktober 1905greg. in Kiew; † 2. Mai 1988 in Moskau) war eine ukrainisch-russische Pianistin und Hochschullehrerin. Sie war die jüngere Schwester des Flugzeugkonstrukteurs Oleksandr Karpeka.

## Leben
Artobolewskaja studierte am Kiewer Konservatorium in Wladimir Puchalskis Klavierklasse mit Abschluss 1924 und dann am Moskauer Konservatorium in Marija Judinas Klavierklasse mit Abschluss 1930. In den 1930er Jahren gab sie Klavierunterricht in den Leningrader Musikschulen und Solokonzerte.
Von 1944 bis 1953 lehrte Artobolewskaja an der Militärfakultät am Moskauer Konservatorium (jetzt Militärkonservatorium) und auch an der Gnessin-Musikfachschule (benannt nach den Schwestern Gnessin, seit 2011 Abteilung des Gnessin-Instituts Moskau).
Darauf wurde Artobolewskaja Professorin am Moskauer Konservatorium und lehrte daneben an der Zentralen Musikschule für Kinder am Moskauer Konservatorium. Bekannt sind ihre vielen Arbeiten zur Unterrichtsmethodik. Sie gehörte zu den prägenden Personen der sowjetischen Pianistenausbildung und wurde als Verdiente Künstlerin der RSFSR ausgezeichnet. Zu ihren Schülern gehörten die Pianisten Alexei Ljubimow, Alexei Nassedkin, Juri Rosum, Sergei Slonimski, Rosa Tamarkina und Ljubow Timofejewa.
Artobolewskaja war verheiratet mit dem Zoologen und Schriftsteller Georgi Wladimirowitsch Artobolewski (1898–1943). Ihr Grab befindet sich auf dem Moskauer Wagankowoer Friedhof.
1999 wurde die Artobolewskaja-Stiftung eingerichtet (mit dem Gründer und Präsidenten Alexei Nassedkin und dem Vizepräsidenten Juri Bogdanow) sowie der  Artobolewskaja-Wettbewerb, einer der prestigeträchtigsten Wettbewerbe für junge Pianisten in Russland. Die Moskauer Kindermusikschule Nr. 43 trägt Artobolewskajas Namen.